# Ranton
Ranton è un comune francese di 204 abitanti situato nel dipartimento della Vienne nella regione della Nuova Aquitania.

## Storia

### Simboli

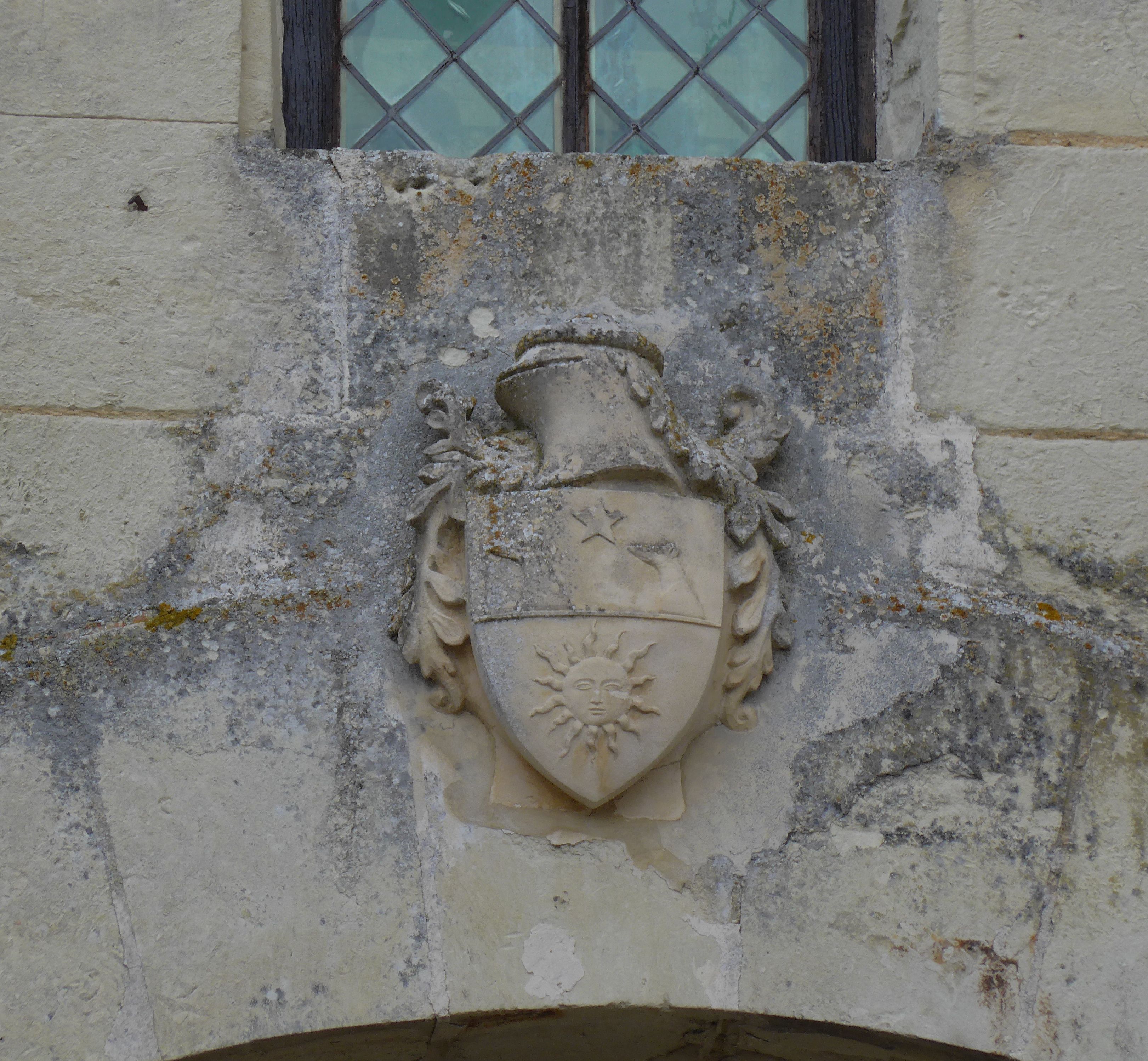
Stemma della famiglia Piéchaud scolpito sul castello di Ranton, divenuto l'emblema del comune

Il comune ha ripreso il blasone della famiglia Piéchaud de Combelle, un tempo proprietaria del castello di Ranton.

## Società

### Evoluzione demografica
Abitanti censiti